# Marcel Rouffa
Marcel Rouffa, né le 31 octobre 1955 à Maastricht (province de Limbourg (Pays-Bas)), est un auteur de bande dessinée, illustrateur, peintre et scénographe belge néerlandophone.

## Biographie
Marcel Rouffa naît le 31 octobre 1955 à Maastricht. Il étudie les arts décoratifs à Anvers, les arts appliqués à Merksem puis il fréquente l'Académie royale des beaux-arts de Gand. Il effectue des travaux de restauration et de recherche à l'abbaye des Dunes à Coxyde. Il réalise également des illustrations pour la revue littéraire Restant et de courtes bandes humoristiques pour les transports Echo.
Il fait ses débuts dans l'album Spirou + spécial avec Derek Palmers et Ludoviek au début des années 1980. Il rejoint ensuite les studios Bessy de Willy Vandersteen à Anvers. En 1987, il fait son entrée à Tintin avec Ulrich Werther de courts récits sur la Première Guerre mondiale pour lesquels il livre 58 planches. Ils sont collectés dans le one shot Chimères publié en noir et blanc dans la collection « Cargo de nuit » aux éditions Magic Strip en 1989. Il travaille ensuite comme scénariste pour Erika Raven : le primé Thomas Rindt. Pour son ami le dessinateur Marvano, il réalise l'adaptation en bande dessinée de Rourke de Paul-Loup Sulitzer aux éditions Dupuis. Sept albums sont initialement prévus, quatre albums sont publiés la série étant prématurément arrêtée pour cause de mévente et de désintérêt de ses créateurs. Pour Jeff Broeckx, il écrit les scénarios de Dag en Heidi.
Pour les spéciaux de vacances Bob et Bobette, il illustre De Familie Klipper [« La Famille Klipper »] d'après des scénarios de Marc Legendre publiés tardivement en quatre albums en noir et blanc par Bonte en 2011 et 2012. Il crée la série de science-fiction Twinstar pour Suske en Wiske Weekblad à la fin des années 1990. Il revient à son thème de prédilection : la Première Guerre mondiale avec Massascène en 2004. Avec Marvano, il réalise le livre illustré Ver Van Ieper (Loin d'Ypres), sur les combats autour de la ville d'Ypres pendant la Grande Guerre (Facet Uitgeverij, 2000). En 2010, il dessine le roman graphique Asem sur un scénario de Marc Legendre. Il conte l'histoire d'une famille allemande qui vient vivre dans la pension La Ballade avec leur fille adoptive Asem, c'est une épine dans le pied des habitants de Ballot-sur-Mer. Cette bande dessinée est la première bande dessinée flamande à être disponible de manière digitale sur la plateforme iTunes. L'année suivante, il rend un hommage graphique à Pom dans l'album hommage collectif Op Het Spoor van Pom [« Sur la trace de Pom »]. Avec le même scénariste, il publie un second roman graphique Camping Paraiso sur un solitaire dans un camping au Canada perturbé par la venue d'une écrivaine aux éditions Gorilla en 2015. C'est en solo qu'il réalise Berlin Avenue, un ouvrage sur des jeunes gens qui meurent à la guerre, inspiré par ses promenades dans la réserve naturelle de La Panne, publié aux mêmes éditions en 2016.
L'artiste qui a pris sa retraite mais qui continue à peindre expose ses œuvres réalisées pendant la pandémie de Covid-19 des vues et panoramas de la ville où il vit à la galerie Artwa Pop-up d’Ostende en 2022,,. En 2023, il illustre le recueil de poèmes de Lut De Block Meeuwenpraat aux éditions P.

## Œuvres

### Albums de bande dessinée
en français

#### One shot
- Chimères, Magic Strip, coll. « Cargo de nuit », 1989
Scénario et dessin : Marcel Rouffa - Couleurs : noir et blanc -  (ISBN 2-8035-0201-1),Avec un dossier.

#### Rourke
- 2. Le Bon Dieu ne dort jamais, Dupuis, coll. « Sulitzer », Marcinelle, décembre 1992
Scénario : Marcel Rouffa - Dessin : Marvano - Couleurs : Émile Jadoul -  (ISBN 2800119624)
- 3. Les Trois Concubines, Dupuis, coll. « Sulitzer », Marcinelle, avril 1994
Scénario : Marcel Rouffa - Dessin : Marvano - Couleurs : Émile Jadoul -  (ISBN 2800121041)
- 4. Tigre d'avril, Dupuis, coll. « Sulitzer », Marcinelle, mars 1995
Scénario : Marcel Rouffa - Dessin : Marvano - Couleurs : Émile Jadoul -  (ISBN 2800121890)

### Théâtre
- Jubileum[14] (1992-1993-podiumproductie), scénographe ;
- Grieks[15] (1992-1993-podiumproductie), scénographe.

### Illustrations
- (nl) Meeuwenpraat[13], Lut De Block, Uitgeverij P  (ISBN 9789464757033).

### Expositions

#### Expositions individuelles
- Oostende getekend[11],[12], Galerie Artwa Pop-up, Ostende du 12 au 27 février 2022.

#### Expositions collectives
- Kunstig gestript, Association culturelle Spirit, Temse du 4 au 26 septembre 2010[16] ;
- De zee in al haar facetten[17], Yes Art Store, Saint-Idesbald (Coxyde) du 26 novembre 2022 au 7 janvier 2023.

## Postérité
La première fresque murale de Wilrijk en province d'Anvers est réalisée sur le mur extérieur du centre culturel De Kern durant les mois de mai et juin 2012 par Alejandro Ardilla Aguirre, Roland Kuleczko, Georges Oreopoulos et David Vandegeerde de l'association art mural,. La pièce maîtresse colorée, conçue par Marcel Rouffa et Joey Potargent, se compose de quatre grands dessins allongés. Certains contiennent des onomatopées caractéristiques à la bande dessinée, telles que des phylactères et des sons humoristiques. D'autres montrent des vues typiques de Wilrijk, comme le château de Bist et Steytelinck. Le concepteur Marcel Rouffa. : « Il y a des années, j'habitais à Wilrijk et c'était mon lien avec le quartier. Je conseille aux gens de bien regarder l'œuvre car elle contient de nombreuses références, notamment à Frank Zappa. ».
Le mur a une superficie approximative de 95 m2.

#### Livres
: document utilisé comme source pour la rédaction de cet article.
- (nl) « Marcel Rouffa », dans Striptekenaars in Vlaanderen [« Les Dessinateurs de bande dessinée en Flandre »], Anvers, Vlaamse Onafhankelijke Stripgilde, 1982, 132 p., ill. (ISBN 90-70481-15-4, OCLC 902354153, présentation en ligne), p. 96-97. .
- Philippe Mellot, Michel Denni, Laurent Turpin et Isabelle Morzadec, Trésors de la bande dessinée : BDM 2023-2024 - Catalogue encyclopédique et Argus, Paris, Les Arènes, novembre 2022, 23e éd., 1677 p., ill. ; 23 cm (ISBN 9791037507280, OCLC 1351462460, présentation en ligne), p. 286, 1097. .

#### Périodiques
- (nl) Marcel Rouffa (interviewé par Wouter Andriaensen), « interview Marcel Rouffa door Wouter Andriaensen : Berlin Avenue is een boek over jonge gasten die dood gaan. », Stripspeciaalzaak,‎ 2016 (lire en ligne [PDF], consulté le 26 octobre 2023).

### Vidéographie
- [vidéo] « Een interview met Marcel Rouffa », sur YouTube